# シリーズ構成
シリーズ構成（）はアニメ制作においてアニメシリーズ全体の脚本や設定を統括する工程・役職である。

## 概要
シリーズ構成はテレビアニメシリーズなどのシリーズ作品で用意される工程・役職である。複数の脚本家が参加する作品ではそのまとめ役を担い、「脚本の監督」とも言える仕事である。
シリーズ構成はプロデューサーと監督から脚本・文芸面で一定の責任と権限を持たされる。監督・プロデューサー・原作者などの制作意向を確認し、各脚本家の具体的な選定・指示、エピソードの各回への配分、脚本家が出してきたシナリオの修正などを行う。シリーズ構成がほとんど原作者のような役割を果たす作品もあれば、脚本面のまとめ役以外にはほぼ踏み込まず監督・プロデューサーの良き相談相手の役割を果たす作品もあり、作品によって大きく役割は異なる。

## 仕事の具体例
シリーズ構成の仕事は現場ごとに大きく異なる。以下は仕事の一例である：
- スタッフィング
  - 脚本体制の決定（人数、期間、予算）
  - 脚本家の選定と依頼
  - 分担の決定（アクション・ラブコメなど得意分野を考慮）
- 構成
  - シリーズ構成案の作成
    - 原作エピソード・キャラクターの省略
    - オリジナルエピソード・キャラクターの追加
    - 放映日合わせ（真夏放映合わせの海水浴エピソード）

  - シリーズ構成の再調整
    - 放映の打ち切り、延長
    - スポンサーの新商品の発売スケジュール変更
- 脚本監修
  - 脚本家への各話脚本の方針共有
  - 各話脚本のチェック（シリーズ構成案からの逸脱、各種設定との矛盾）
- 進行
  - 各脚本家のスケジュールの確認と調整

## 工程
シリーズ構成はアニメ制作の様々な工程に関与する。

### 構成会議
構成会議（）はシリーズ構成をおこなう会議である。シリーズ構成会議（）とも。
構成会議は監督・プロデューサー・シリーズ構成・原作者などが出席する。シリーズ構成の確定が目的である。構成会議は必要に応じて複数回おこなわれる。
構成会議では一例として以下の議題を扱う。

#### 原作と各話の対応付け
原作付きアニメの構成会議では原作と各話の対応付けをおこなう。つまり原作のどの範囲をどの話で扱うか（あるいはスキップするか）を決定する。尺などの都合で原作の要素を削除する場合、その削除が作品全体へどう影響するか・連鎖して削除すべき要素が発生するかなどをシリーズ全体の目線から検証する必要がある。そのため脚本の前段階である構成会議の時点で原作と各話の対応付けを決定しておく必要がある。

#### 原作設定の掘り下げ
原作付きアニメの構成会議では原作設定の掘り下げをおこなう。つまりアニメ化に必要だが原作に不足している設定を用意する。これら設定はシリーズ全体を通して矛盾がなくかつ効果的である必要がある。そのため脚本の前段階である構成会議の時点で設定の掘り下げが必要になる。

## 役職
アニメ制作職におけるシリーズ構成（）はアニメシリーズ全体の脚本や設定を統括する役職である。
クレジット上では「構成」「シリーズコンストラクション」「メインライター」「ストーリーエディター」「チーフライター」などと表記される。またシリーズ構成が置かれない作品もあるが、脚本の統括は監督あるいはベテラン脚本が果たすことになる。なお、同一のクレジット表記であっても、実際の仕事は現場ごとに大きく異なる。

### キャリア
アニメ・特撮の脚本家にとってはキャリアアップの到達点と言えるポジションであり、その仕事内容から豊富なキャリアとコネクションを持つ中堅やベテランの脚本家が務める事がほとんどである。